# A terra em pandemia
A Terra em Pandemia é um livro de poesias de autoria de Aleilton Fonseca, escrita durante a quarentena da pandemia de COVID-19 e publicada em 2020.

## Sobre a obra
O livro tem como gênero poesia e é composto por 620 versos e 62 estrofes, foi escrita entre janeiro e setembro de 2020.
Obra finalista do Prêmio Jabuti 2021, na categoria poesia.